# 保科正率
保科 正率（ほしな まさのり）は、上総国飯野藩の第7代藩主。

## 生涯
宝暦2年（1752年）2月11日、第6代藩主・保科正富の長男として江戸で生まれる。明和7年（1770年）7月5日、父が隠居したため、家督を継いだ。12月には従五位下、弾正忠に叙位・任官する。
安永2年（1773年）6月5日、黒田長邦の三女・お屋さと結婚する。このとき、福岡藩藩主・黒田治之から、紅白の縐紗2巻、鰑1折、白銀30枚を贈られている。
寛政2年（1789年）4月、越前守に遷任する。
寛政3年（1791年）10月、大坂城定番に任じられ、享和元年（1801年）5月まで務めている。その他にも大坂加番を3度、日光祭礼奉行を2度ほど歴任している。享和2年（1802年）6月3日、家督を長男の正徳に譲って隠居し、以後は南御殿で余生を送った。
文化12年（1815年）10月4日、死去した。享年64。

## 系譜
父母
- 保科正富（父）
- 於喜井、華愕院 ー 永井直期の娘（母）

正室
- 於艶、蘭香院 ー 黒田長邦の娘

子女
- 保科正徳（長男）生母は蘭香院（正室）
- 豊姫 ー 榊原政令継室
- 保科正種室